# Dauwpop (Hellendoorn)
Dauwpop is een popfestival dat sinds 1995 wordt georganiseerd op Hemelvaartsdag in Hellendoorn. Het festival probeert een breed muzikaal programma te bieden, van theater naar hiphop tot metal. In 1995 werd het nog bezocht door 1.100 bezoekers, maar inmiddels is het uitgegroeid tot een groter festival. In 2006 waren er 9.000 bezoekers. In 2015 slaagde het festival er voor het eerst in om alle beschikbare kaarten (10.000) te verkopen en sindsdien is het festival ieder jaar uitverkocht. Dankzij enkele wijzigingen in de opzet van het festivalterrein kon men meer bezoekers toelaten en daarmee groeien naar 15.000 bezoekers in 2019.

## Line-up
- 2011: Racoon, Dewolff, Royal Republic, Blood Red Shoes, Dotan, Triggerfinger, The Cult, etc.
- 2012: Within Temptation, Guus Meeuwis, De Dijk, The Kyteman Orchestra, Gers Pardoel, Band of Skulls, Chef'Special, Kraantje Pappie etc.
- 2013: Kaiser Chiefs, Caro Emerald, Will & The People etc.
- 2014: Triggerfinger, The Wombats, Seasick Steve, Chef'Special, Jett Rebel etc.
- 2015: Anouk, Kensington, Typhoon, Dead Moon, Dotan, dEUS, Magnus, FeestDJRuud, John Coffey, Foxygen, Circa Waves etc.
- 2016: Kensington, Madness, Jett Rebel, The Boxer Rebellion, De Staat, Saybia, My Baby, Lucas Hamming, Ronnie Flex, Fresku etc.
- 2017: White Lies, Doe Maar, Spinvis, DI-RECT, Chef'Special, Dool, etc.
- 2018: The Hives, Triggerfinger, Kensington, Johan, Claw Boys Claw, etc.
- 2019: Nothing But Thieves, Kaiser Chiefs, Balthazar, De Staat,  Daniël Lohues, etc.